# Subaúma
Subaúma é um povoado do município brasileiro de Iguape, no litoral do estado de São Paulo.

## Geografia

### População
Pelo Censo 2010 (IBGE) a população do povoado era de 234 habitantes.